# Vexillum unifasciale
Vexillum unifasciale is een slakkensoort uit de familie van de Costellariidae. De wetenschappelijke naam van de soort werd als Mitra unifascialis in 1811 gepubliceerd door Jean-Baptiste de Lamarck.

Jeugdig